# 안녕! 오스월드
《안녕! 오스월드》(Oswald)는 파란 문어와 그의 친구들을 주제로 닉 주니어에서 방송된 영미합작 어린이 애니메이션이다. 댄 야카리노가 기획하고 히트 엔터테인먼트에서 제작하였다.

## 캐릭터

### 주요
- 오스월드 (성우: 프레드 새비지/홍성헌)
- 헨리 (성우: 데이비드 랜더/엄상현)
- 데이지 (성우: 크리스털 스케일스/강경아)
- 자니 아저씨 (성우: 멜 윈클러/이종구)
- 레오 (성우: 전태열)
- 에그버트 (성우: 이원상)